# 8447 Cornejo
8447 Cornejo (tên chỉ định: 1974 OE) là một tiểu hành tinh vành đai chính. Nó được khám phá từ Félix Aguilar Observatory ở Leoncito Astronomical Complex ở Argentina ngày 16 tháng 7 năm 1974. Nó được đặt theo tên Antonio Cornejo, người sáng lập thuộc Galileo Galilei planetarium ở Buenos Aires.